# Onobrychis laxiflora
Onobrychis laxiflora är en ärtväxtart som beskrevs av John Gilbert Baker. Onobrychis laxiflora ingår i släktet esparsetter, och familjen ärtväxter.

## Underarter
Arten delas in i följande underarter:
- O. l. kabulica
- O. l. laxiflora
- O. l. macrodonta
- O. l. shahrestanica
- O. l. taftanica